# ناوکی ایمایا
ناوکی ایمایا (انگلیسی: Naoki Imaya؛ زادهٔ ۱۸ ژوئن ۱۹۸۰) بازیکن فوتبال اهل استرالیا است.
از باشگاه‌هایی که در آن بازی کرده‌است می‌توان به باشگاه فوتبال لشو دو فوند اشاره کرد.